# Sol (mythologie)
Pour les articles homonymes, voir sol.

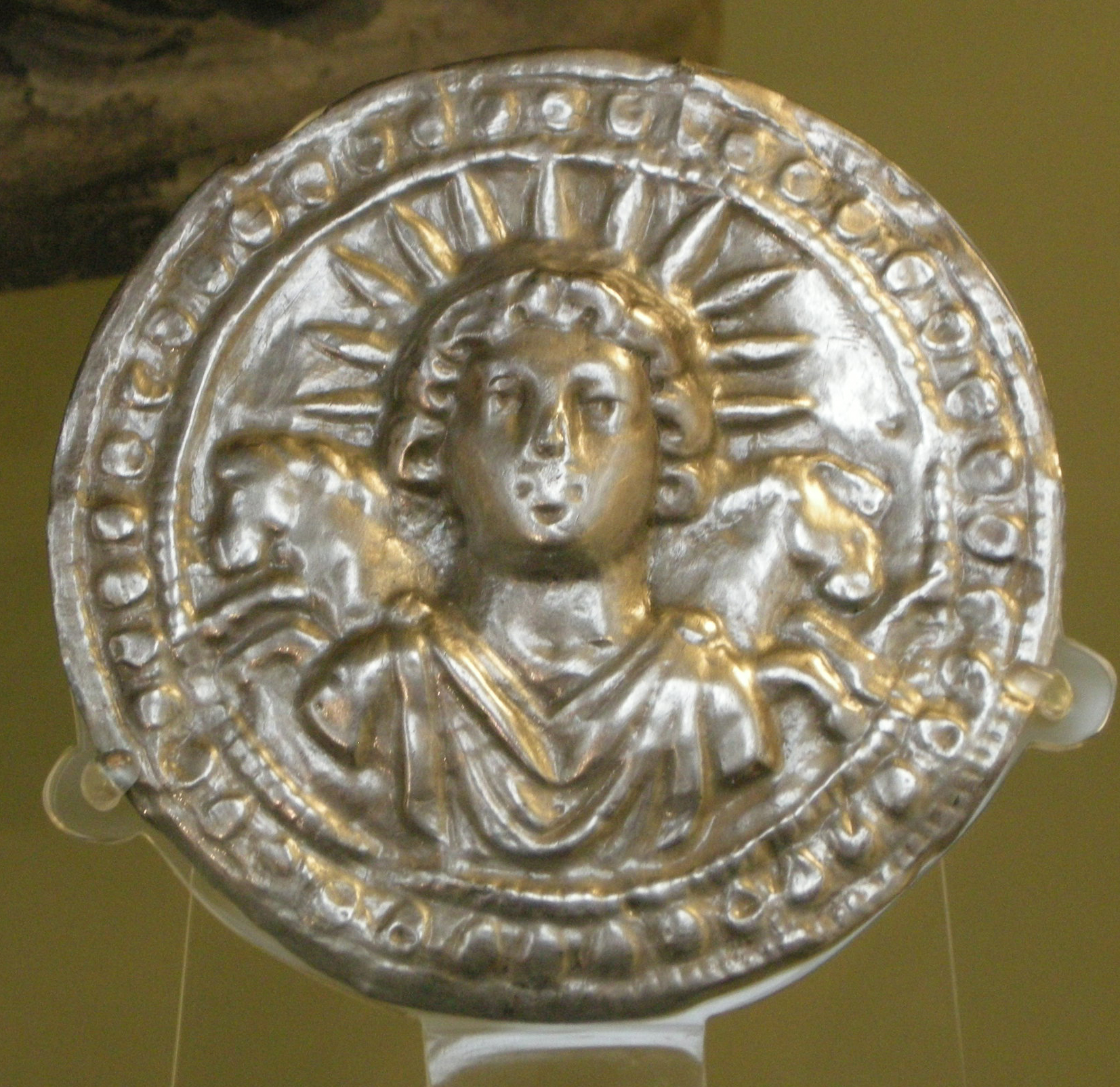
Disque de l'art romain symbolisant le dieu Sol datant du IIe siècle

Sol Indiges est, dans la mythologie romaine, le dieu du Soleil ainsi que de la Lumière et de la Chaleur. Sol est le frère de Luna — et tous deux symbolisent le cycle des saisons — et d'Aurore. Ses équivalents dans la mythologie grecque sont Apollon ou plus précisément Hélios.
Sol, en latin, est le nom et la personnification du Soleil, comme de la Lumière solaire, du Rayon de soleil. C'est aussi la direction du soleil levant, en particulier lors de l'équinoxe du printemps. Il a donné la racine que l'on retrouve dans le mot tournesol.

## Culte
Sol est fêté le 9 août. Il est honoré dans le temple de Jupiter Capitolin.